# Jacqueline Nytepi Kiplimo
Jacqueline Nytepi Kiplimo (* 1984) ist eine kenianische Marathonläuferin.
2007 gewann sie den Halbmarathonbewerb des Dallas White Rock Marathons. 2008 folgten Siegen bei den Halbmarathonbewerben des Carlsbad-Marathons und des Austin-Marathons und ein dritter Platz beim Los-Angeles-Marathon. 2009 gewann sie den Jever-Fun-Lauf und wurde Achte beim Berlin-Marathon sowie Vierte beim Singapur-Marathon. 
Beim Zheng-Kai-Marathon 2010 bemerkte sie bei der 10-km-Marke einen behinderten einheimischen Athleten, der dehydriert war, weil er keine Becher greifen konnte. Sie begleitete ihn bis km 38 und half ihm beim Trinken, verpasste dadurch aber die Chance auf den Sieg und wurde Zweite. Im weiteren Verlauf der Saison wurde sie Dritte beim Yangzhou-Jianzhen-Halbmarathon, Zweite bei der Route du Vin und Sechste beim Eindhoven-Marathon.
2011 gewann sie den Kassel-Marathon sowie den Surat-Thani-Marathon und wurde Fünfte beim Singapur-Marathon. Im Jahr darauf siegte sie beim Halbmarathonbewerb des Paderborner Osterlaufs sowie beim Phalaborwa-Halbmarathon und wurde Zweite beim Taiyuan-Marathon sowie Fünfte beim Guangzhou-Marathon. 
2013 gewann Kiplimo beim Sabarmati Marathon und beim Santiago-Marathon.

## Persönliche Bestzeiten
- Halbmarathon: 1:11:04 h, 7. April 2012, Paderborn
- Marathon: 2:30:52 h, 7. April 2013, Santiago de Chile